# Rachel Thevenard
Rachel Thevenard est une actrice canadienne née à Waterloo, en Ontario, qui est apparu dans la série Skins le 17 janvier 2011, où elle joue le rôle de Michelle la petite amie de Tony. Rachel a grandi à Vancouver, Colombie-Britannique. Elle est apparue dans plusieurs pièces de Shakespeare, en plus d'être un membre de l'escouade des Pep pour la production de Drayton Entertainment de High School Musical.
Dans l'espoir de poursuivre une carrière dans l'industrie du divertissement, Rachel a pris des cours de théâtre à Armstrong intérim Studios à Toronto. Elle a joué  le rôle de Michelle Richardson. dans Skins, une adaptation américaine de la série  britannique du même nom qui lui permit de se faire connaître du grand public.
Entre décembre 2015 et janvier 2016, Rachel parcourt plus de 800 km de Sarnia (Aamjiwnaang) jusqu’à Montréal pour mettre en lumière le manque de consultation, de consentement et les conséquences causées par la construction de l’oléoduc 9 d’Endridge dans la province de l’Ontario.

## Filmographie
- 2011 : Skins, dans le rôle de Michelle Richardson.